# Aïtos
Aïtos (bulgare : Айтос) est une ville située dans l'est de la Bulgarie.

## Géographie

### Géographie physique
Aïtos est située dans l'est de la Bulgarie, à 353 km à l'est de la capitale Sofia et à 31 km au nord-ouest de la capitale régionale Bourgas. La ville est le chef-lieu de la commune d'Aïtos

### Géographie humaine
| 1926 | 1934 | 1946  | 1956   | 1965   | 1975   | 1985   | 1992   | 2001   |
| ---- | ---- | ----- | ------ | ------ | ------ | ------ | ------ | ------ |
| -    | -    | 9 929 | 13 914 | 17 766 | 20 949 | 23 115 | 22 401 | 21 339 |

| 2005   | 2011   | 2021   | 2022   | - | - | - | - | - |
| ------ | ------ | ------ | ------ | - | - | - | - | - |
| 21 001 | 19 904 | 18 974 | 17 448 | - | - | - | - | - |

## Galerie

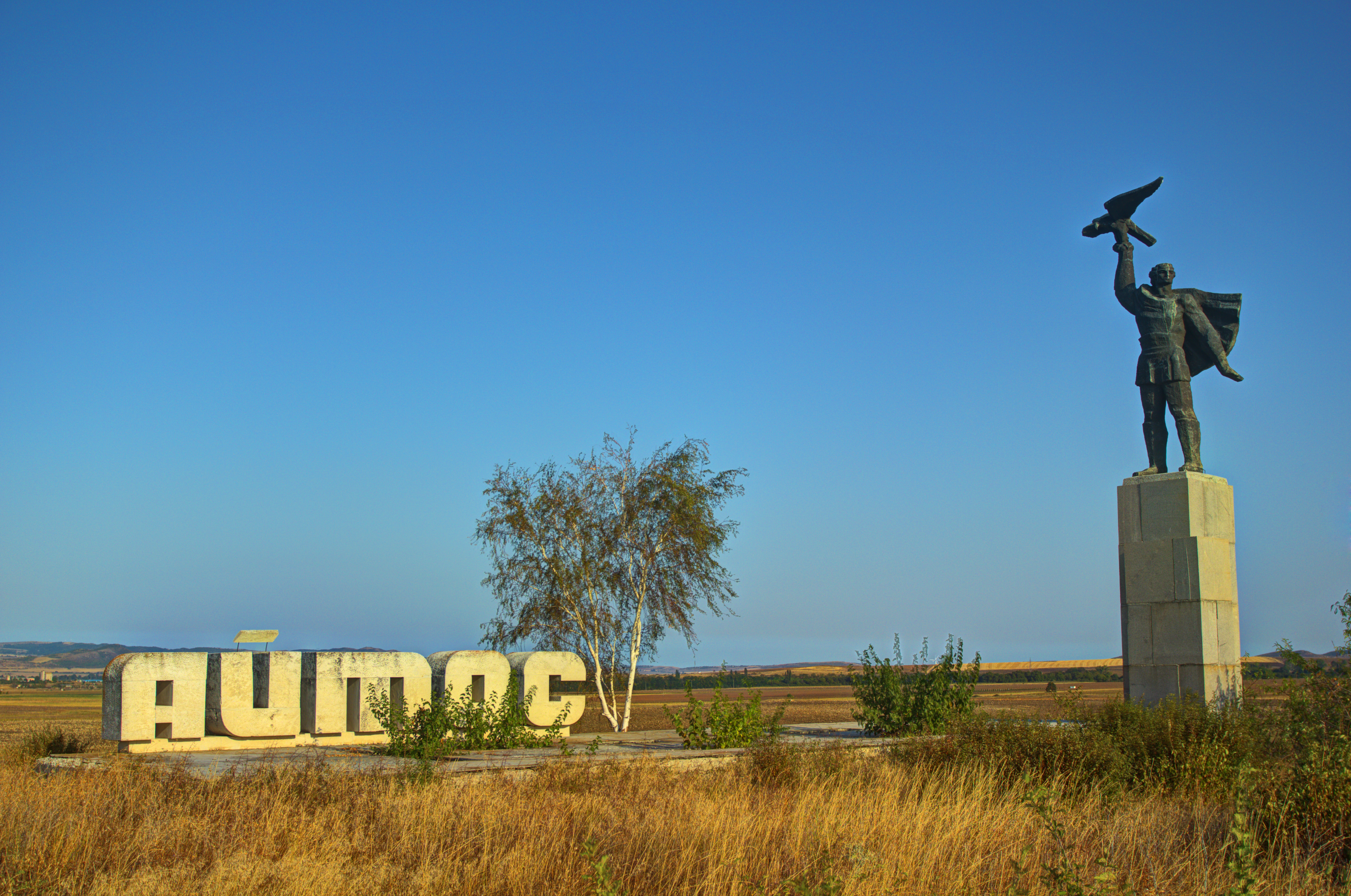
Statue de l'homme à l'aigle à l'entrée de la ville
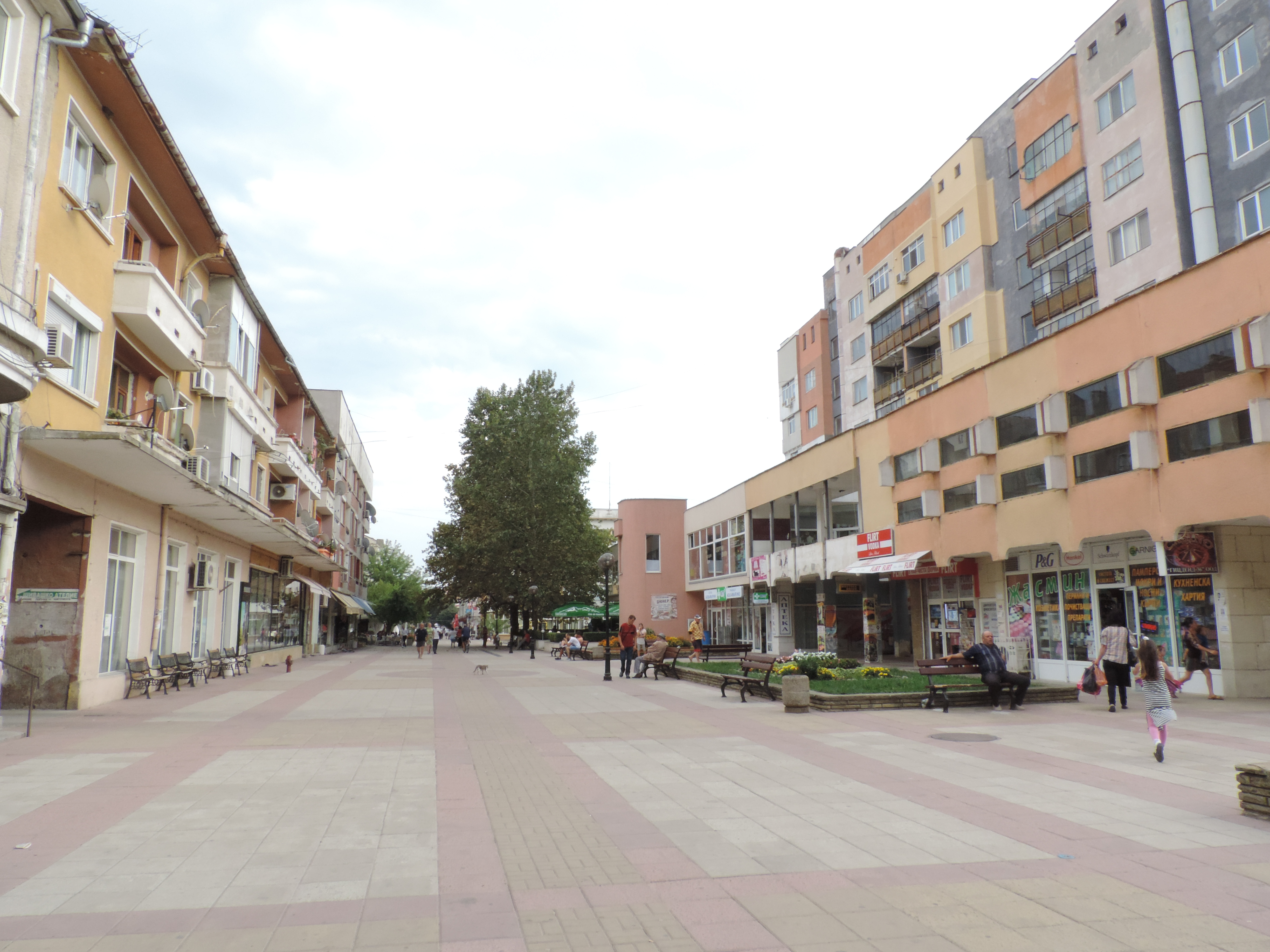
Le centre piéton
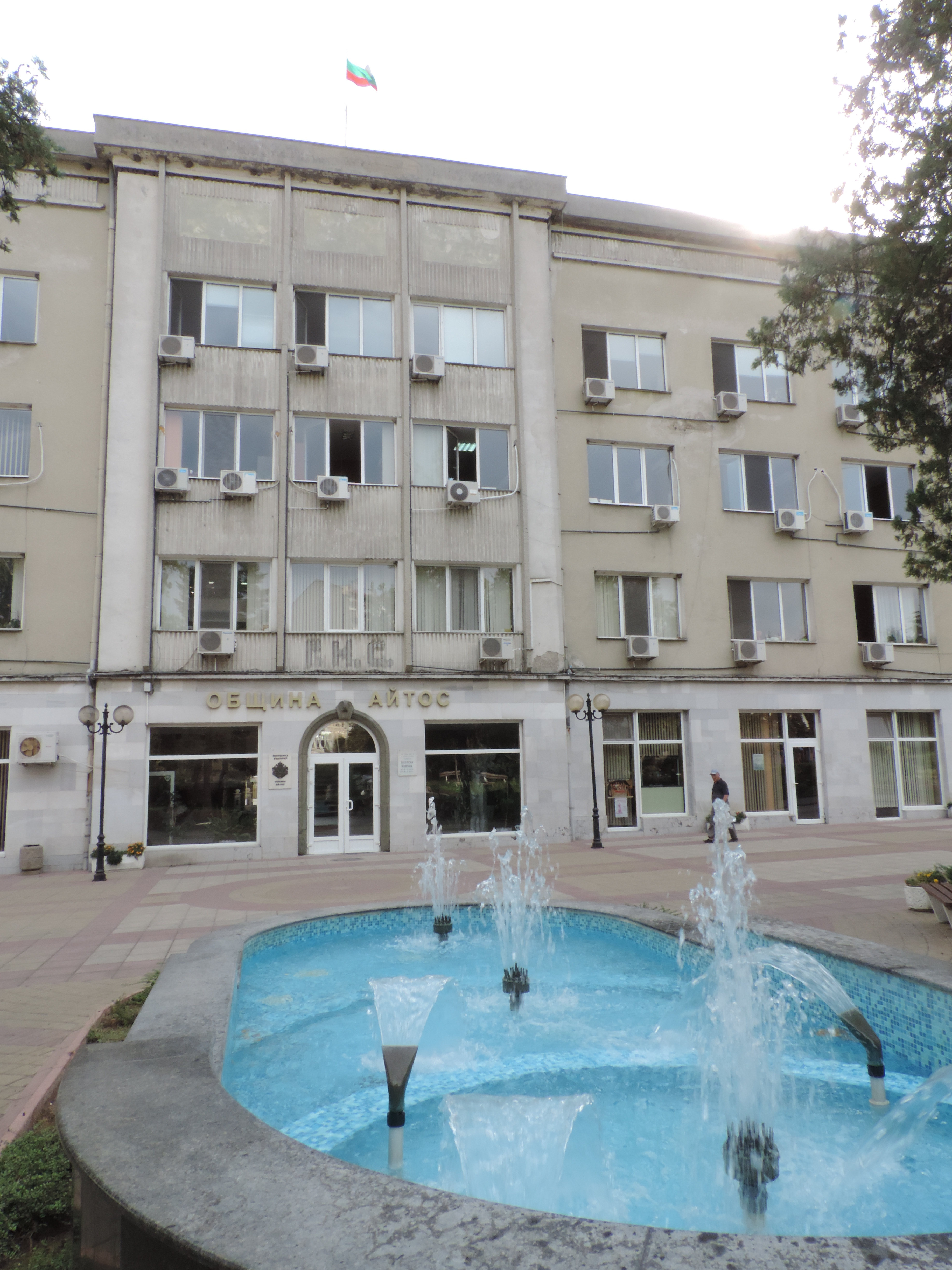
L'hôtel de ville
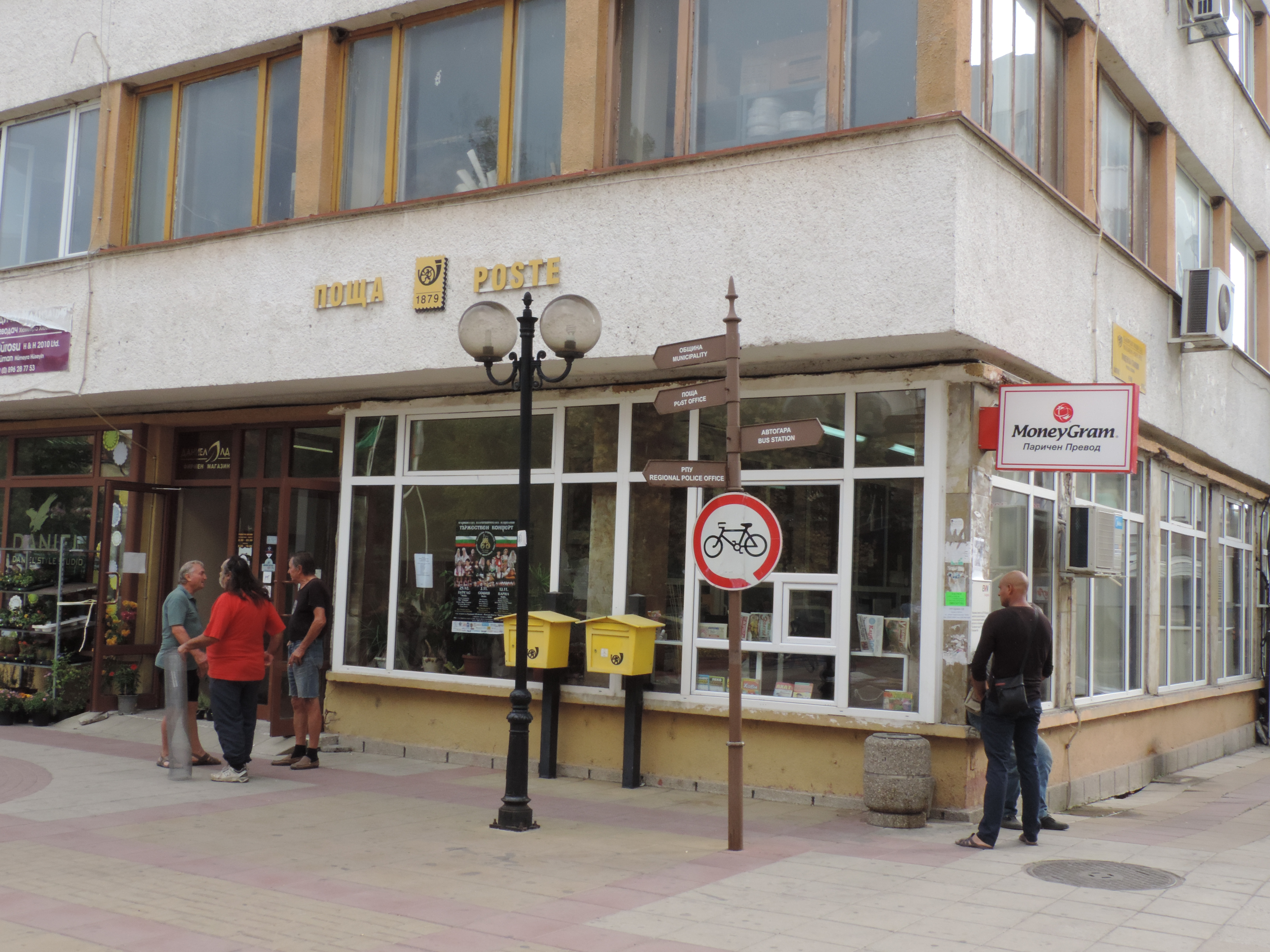
Le bureau de poste
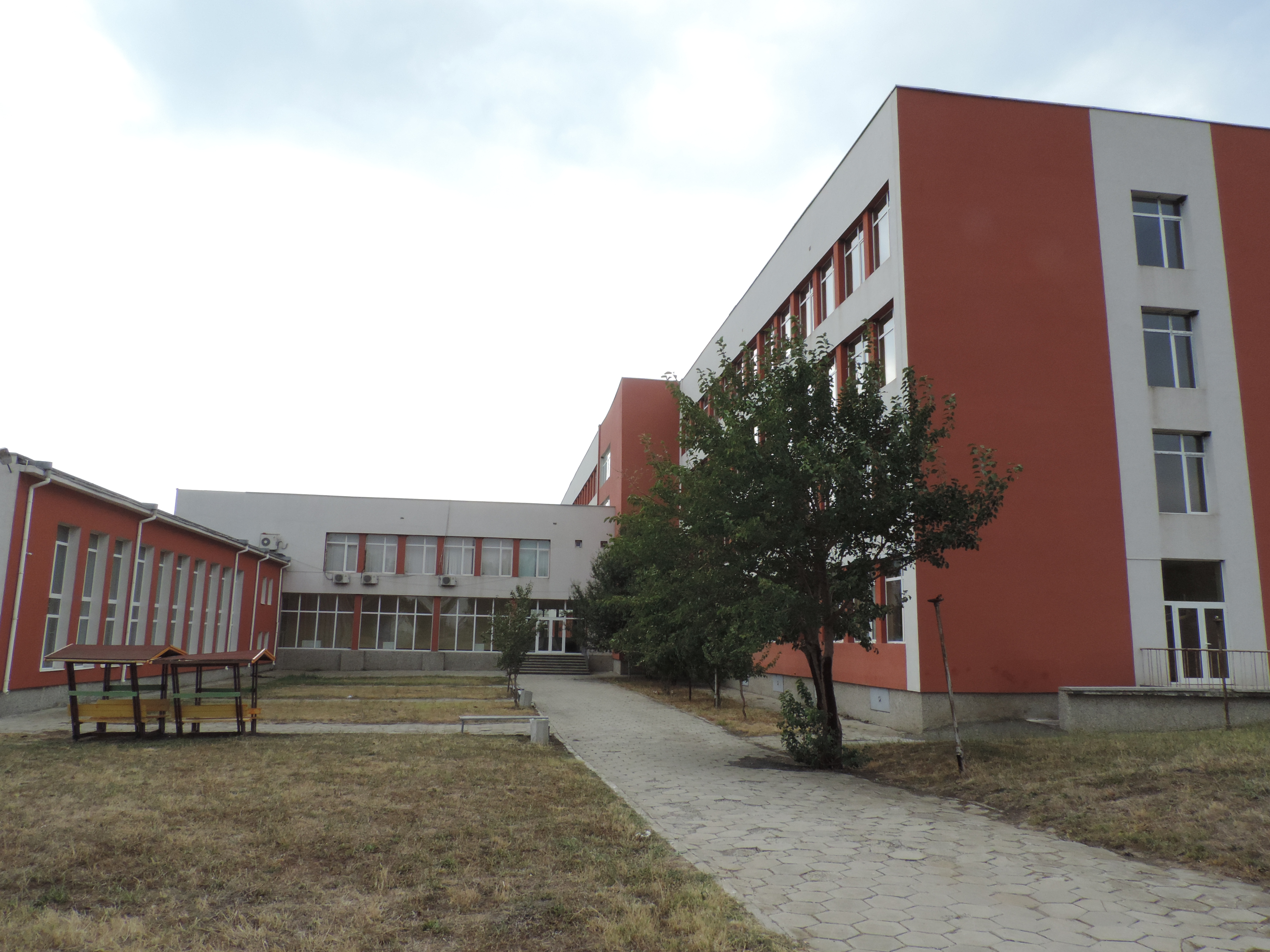
L'école secondaire Nikola Vaptsarov
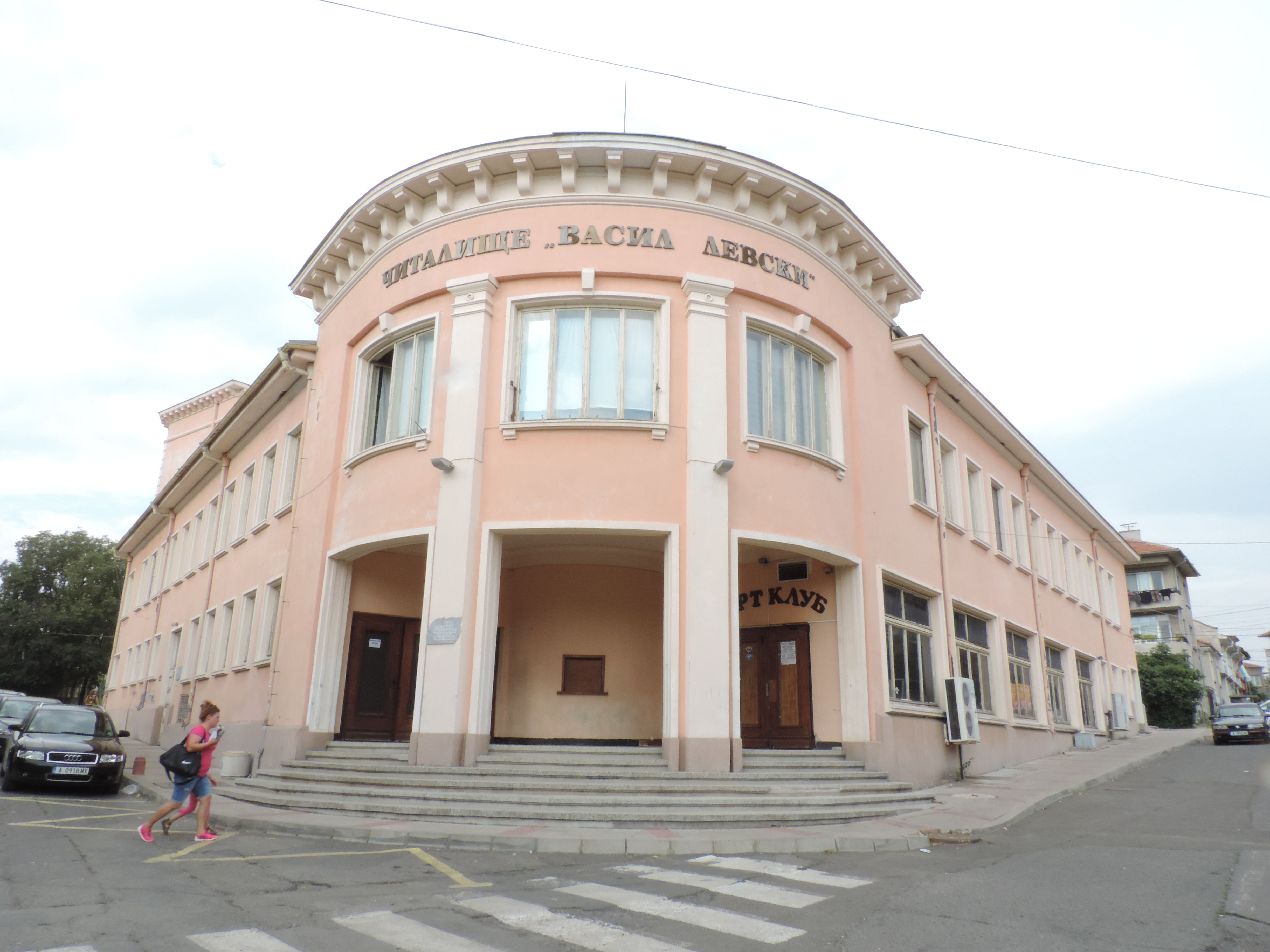
Le Tchitalichté Vassil Lévski
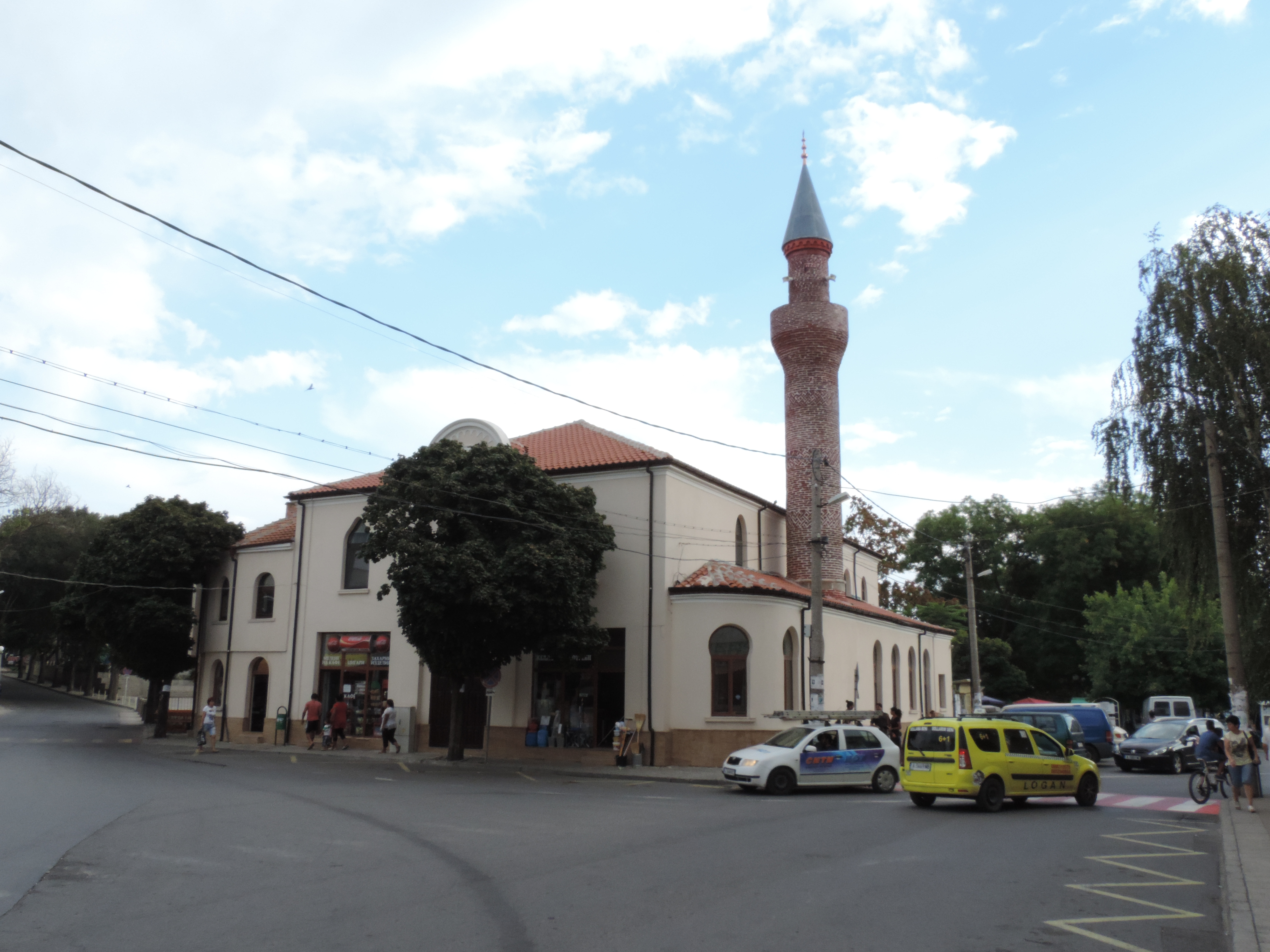
La mosquée